# Le Concert Olympique
Le Concert Olympique is een Belgisch orkest dat in 2010 door dirigent en musicoloog Jan Caeyers werd opgericht. Het orkest speelt vooral werk van Beethoven en zijn tijdgenoten Haydn en Mozart. Het orkest gaat ook samenwerkingen aan met andere orkesten.
De naam is een verwijzing naar de Parijse concertvereniging Le Concert de la Société Olympique. Die vereniging lag aan de basis van Haydns Parijse symfonieën, zijn eerste "moderne" symfonieën, die niet langer voor zijn aristocratische broodheren uit Eisenstadt bedoeld waren. Het was een anarchistische concertvereniging, die net voor de Franse Revolutie ten strijde trok tegen het establishment.
Zo werden in 2017 en 2018 de Missa Solemnis, de Missa in C en het oratorium Christus am Ölberge van Beethoven uitgevoerd in samenwerking met het gerenommeerde Arnold Schönberg Chor uit Wenen. Het orkest bestaat uit 45 muzikanten uit heel Europa.
Dit heeft geleid tot een 20-tal producties met concerten in concertzalen in heel Europa (Brussel, Amsterdam, Wenen, Berlijn, Bonn, Innsbruck, Ludwigsburg, Baden-Baden). Het speerpunt van de programmatie is Beethoven in de breedte en in de diepte. Le Concert Olympique investeert ook in wetenschappelijk onderzoek, literatuur, films, lezingen en gastcolleges. Het Vlaamse ministerie van Cultuur en de KU Leuven steunen het orkest op structurele wijze.